# 下关沱茶

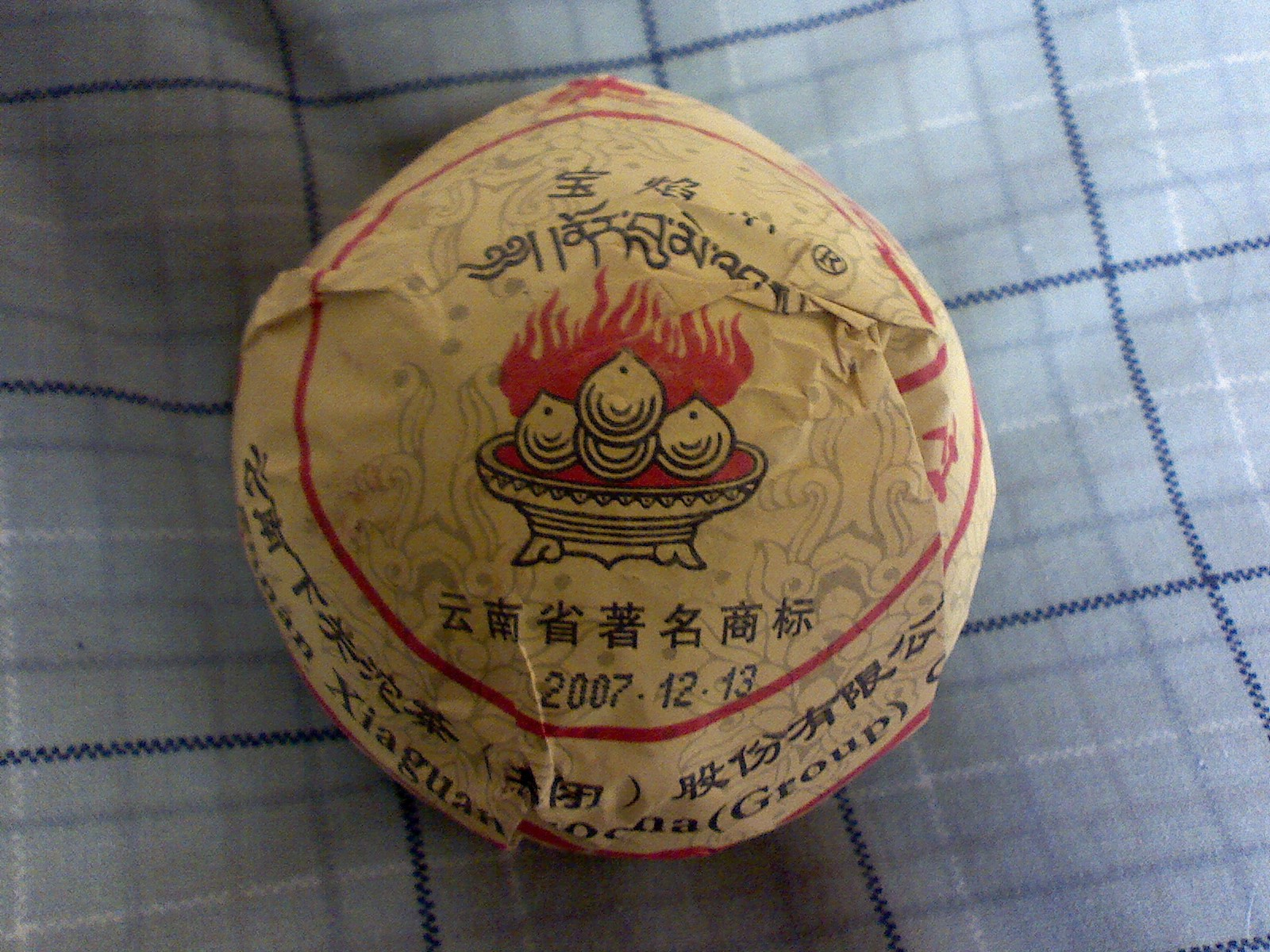
宝焰牌下关沱茶

云南下关沱茶（集团）股份有限公司，是位于云南省大理的一个茶厂，曾是云南省最大的茶厂。前身为1941年创建的康藏茶厂，后曾改为下关茶厂。主要以紧茶与沱茶为特色产品。
2024年10月22日，“云南省下关茶厂”入选第六批国家工业遗产。

## 沿革
1902年，喜洲商帮永昌祥在下关创制沱茶。
1941年，蒙藏委员会派任桑泽仁与云南中国茶叶贸易股份有限公司商定，共同在大理下关合资创办康藏茶厂，主要加工紧茶、饼茶销西藏地区，加工沱茶销四川。1942年，加工的紧茶销往西藏、四川及云南省各地，注册商标为“宝焰牌”。1949年，停止生产。中国人民解放军占领云南后接管工厂。
1950年，改名为中国茶业公司云南省分公司下关茶厂。1952年，中国茶叶公司所属系统内统一使用“中茶牌”商标。1955年，下关地区历史悠久的私人制茶商号全部纳入下关茶厂。1959年，又恢复为云南下关茶厂。1989年8月，被批准晋升为云南省先进企业。1990年，下关茶厂晋升为国家二级企业。1992年，起用“松鹤牌”沱茶注册商标。1994年，由云南省下关茶厂、云南省茶叶进岀口公重庆渝中茶叶公司、云南省下关茶业综合经营公司、下关茶厂职工持股会，共同发起成云南下关沱茶股份有限公司。1999年，下关茶厂正式规范为云南下关茶厂沱茶集团股份有限公司。2004年4月，经过产权拍卖，改制为民营企业云南下关沱茶（集团）股份有限公司。

## 产品
下关茶厂主要生产的茶品代表作有：
- 宝焰牌紧茶
- 下关特级沱茶
- 下关甲级沱茶
- 云南下关七子饼茶
- 下关方茶（边销茶）
- 苍洱沱茶
- 中茶甲沱
- 风花雪月沱茶

## 相关
- 南涧茶厂